# Friedebert Tuglas
Friedebert Tuglas (Ahja, 2 de marzo de 1886 - Tallin, 15 de abril de 1971) fue un escritor, crítico y traductor estonio de la literatura del Impresionismo y del neoromántticismo. Hasta 1923 usó el nombre de Friedebert Mihkelson.
Fue una de las figuras culturales locales más destacadas de su época. Fue el fundador de la Unión de escritores de Estonia en 1922 y un activo promotor de la literatura y la cultura. En 1937 fue nombrado miembro honorario de PEN Internacional. Entre sus referentes literarios se encontraron autores como Oscar Wilde, Nietzsche, Gustave Flaubert y Edgar Allan Poe. Alcalnzó su punto álgido fue entre 1914 y 1925.

## Biografía
Friedebert Tuglas era hijo de un carpintero y asistió a la escuela en Tartu. Participó en 1905, como socialdemócrata, en la Revolución Rusa. De 1906 hasta 1917 vivió en el exilio, principalmente en Finlandia, Alemania y París, antes de volver a Estonia.
Fue en uno de los principales líderes de la literatura estonia. Perteneció al movimiento literario «Joven Estonia» (Noor-Eesti, fundado en 1905). Fue encarcelado en cárcel de Toompea en Tallin por su participación en la revolución de 1905, periodo en el que escribió Meri, un poema en prosa. Publicó su primera obra, el cuento Hingemaa en 1906. Finalizada condena se exilió como refugiado político a Francia, Finlandia, Alemania y San Petersburgo entre otros países europeos a los que viajó . En 1913 realizó un viaje por España donde entrevistó al periodista Ernesto Bark quien le habló sobre su papel en la política, de las conexiones que mantenía con el Movimiento del Despertar Estonio y sus vínculos con el político estonio Carl Robert Jakpbson. A partir de 1917, finalizado el exilio, formó parte del Grupo Artístico Siuru. Destacó por una escritura dentro del estilo simbolista y la poesía de temática amorosa impresionista. Tuglas empleó en sus dos novelas (Felix Ormusson, 1915 y Väike Illimar, 1937) y en numerosos cuentos una mezcla de realismo y neorromanticismo. Además de eso, escribió extensos relatos de viajes (España, Norte de África, Noruega) estableciendo las bases del modelo del diario de viaje artístico en Estonia. Redactó además críticas, investigaciones literarias e incluso memorias.
Su cuento más famoso es Popi ja Huhuu. Tuglas fue editor de incontables revistas de literatura estonia como Odamees, Ilo y Tarapita. Fue uno de los fundadores de la Unión de los Escritores de Estonia y ostentó el cargo de presidente en 1922 y en 1925-1927. En 1937 fue nombrado miembro honorario del Club PEN Internacional por su labor de promoción de la cultura y la literatura.
Friedebert Tuglas se casó con Elo Tuglas en 1918, cuyos diarios publicados dan una profunda visión de los pensamientos de su marido. Durante la II Guerra Mundial, en 1944, se mudó a Tallin desde Tartu al no poder abandonar el país. Hacia el final de la década de 1940 sus intentos de difundir la cultura se fueron interrumpidos por la represión de Stalin, un nuevo exilio lo llevó a establecerse en Nõmme. Durante este periodo trabajó como traductor anónimo. El escritor recuperó todos sus derechos civiles en 1955, recuperando tanto su nombre como autor literario, como la posibilidad de poder publicar de nuevo sus obras.

## Legado
En 1970, Friedebert Tuglas instituyó un premio para cuentos, que se entregan en el Centro de Literatura Under y Tuglas en Estonia anualmente, el día 2 de marzo. Tras su fallecimiento en 1971 sus pertenencias fueron donadas a la Academia de Ciencias de Estonia para la creación de un museo de escritores y un centro de investigación por expreso deseo del escritor. En Tallin se localiza el Museo Friedebert Tuglas fundado en 1976 como Casa del escritor. Desde 1993 es el Centro Literario Under y Tuglas que alberga los manuscritos y también objetos del escritor, así como una colección artística, fotografías y artículos de prensa.

## Obras
Obras publicadas:
- Siil (1901)
- Meri : poeem (1905)
- Felix Ormusson, primera novela publicada. (1915).
- Valik novelle ja miniatuure. Novela autobiográfica infantil (1937)
- Väike Illimar : ühe lapsepõlve lugu
- The Poet and the Idiot, and Other Stories (Central European Classics)
- Novelle ja miniatuure
- Marginaalia : mõtteid ja meeleolusid
- Reisikirjad
- Riders in the Sky
- Kogutud novellid. 2.
- Kogutud novellid. 1
- Popi ja Huhuu
- Neli novelli
- Elu ja kangastused : valitud novellid ja miniatuurid